# Великоалександровка (Синельниковский район)
Великоалекса́ндровка (укр. Великоолександрівка) — село в Васильковской поселковой общине Синельниковского района Днепропетровской области Украины.
Код КОАТУУ — 1220782201. Население по переписи 2001 года составляло 2057 человек.
До 2020 года являлся административным центром Великоалександровского сельского совета.

## Географическое положение
Село находится на правом берегу реки Волчья, выше по течению примыкает село Первомайское, на противоположном берегу — сёла Воскресеновка и Троицкое (Павлоградский район). К селу примыкают небольшие лесные массивы (сосна). Через село проходит автомобильная дорога Т-0408.

## История
- Начало XVIII века — дата основания.

## Экономика
- Молочно-товарная и свино-товарная фермы.
- «Мичурино», фермерское хозяйство.

## Объекты социальной сферы
- Школа.
- Музей истории.